# Bruno Campos

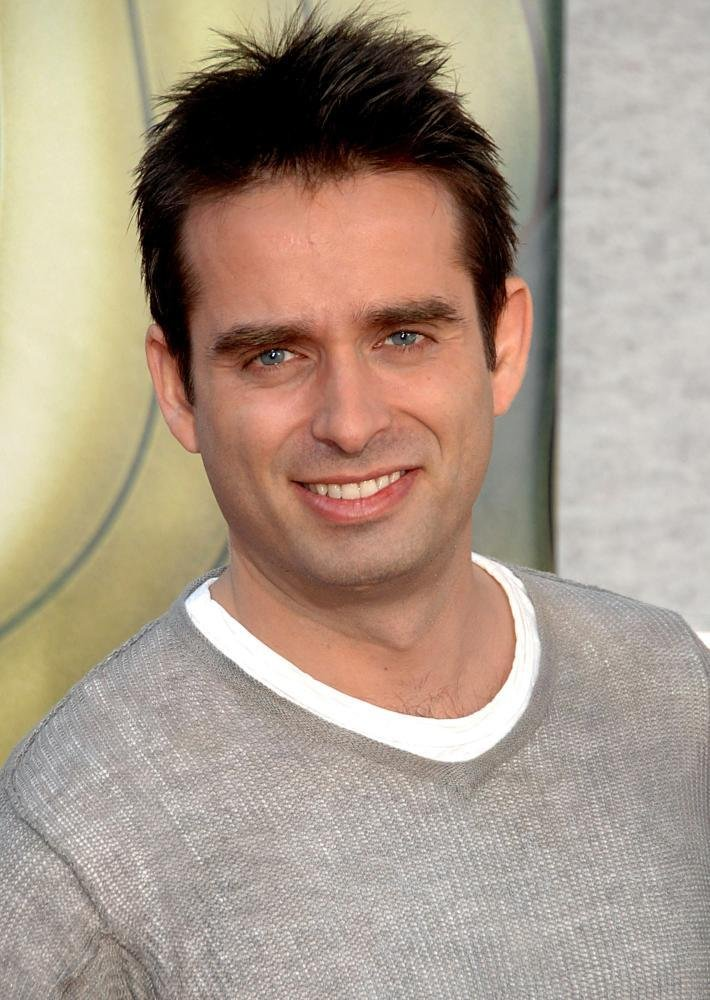
Bruno Campos, 2009

Bruno Campos (* 3. Dezember 1973 in Rio de Janeiro) ist ein brasilianischer Schauspieler.

## Leben und Karriere
Er wurde als drittes Kind von Paulo und Thania Campos geboren. Er hat zwei Schwestern Mara und Adriana. Während ihrer Kindheit zogen sie von Brasilien nach Kanada, Bahrain und zu guter Letzt in die USA.
Mit 14 besuchte er die Interlochen Arts Academy in Michigan. Danach studierte er Drama an der Northwestern University und machte dort seinen Bachelor-Abschluss. 1995 wurde er dort dann auch von Tony Award Gewinner Mary Zimmerman aus Chicago entdeckt und bekam die Hauptrolle in der Aufführung von Shakespeares Ende gut, alles gut am Goodman Theater. Im selben Jahr spielte er ebenfalls in seinem ersten Film O Quatrilho, welcher als der beste fremdsprachige Film bei den Academy Awards nominiert war, mit.
Nachdem er Diego bei der NBC Sitcom Jesse mit Christina Applegate gespielt hatte, wurde er in den USA bekannt. Als Anwalt der Showtime Serie Leap Years und als Dr. Eddie Dorset in Emergency Room – Die Notaufnahme hat er Gastauftritte in mehreren Episoden. 2004 kam er dann zu Nip/Tuck und spielte den plastischen Chirurgen Quentin Costa.
Nach der 15-jährigen Schauspielerkarriere schloss er 2012 ein Rechtsstudium an der University of Michigan Law School ab und arbeitet in einer Anwaltskanzlei.
Für das Lied When We’re Human erhielt er 2024 in den USA eine Goldene Schallplatte.

## Filmografie (Auswahl)
Filme
- 1995: O Quatrilho
- 2001: Mimic 2 (Mimic 2: Hardshell)
- 2002: Miss Miami (Fernsehfilm)
- 2003: Dopamine
- 2005: Blue Moon (Kurzfilm)
- 2005: Cold Feet (Kurzfilm)
- 2005: Crazylove
- 2006: The Wedding Album (Fernsehfilm)
- 2008: Night Life (Fernsehfilm)
- 2009: Wake
- 2009: Küss den Frosch (The Princess and the Frog, Synchronstimme von Prinz Naveen)

Fernsehserien
- 1996: Você Decide (eine Folge)
- 1997: Chicago Sons (eine Folge)
- 1997: Susan (Suddenly Susan, eine Folge)
- 1997: Der letzte Don (The Last Don, eine Folge)
- 1997: Total Security (eine Folge)
- 1998: Cybill (eine Folge)
- 1998–2000: Jesse (42 Folgen)
- 2001: Resurrection Blvd. (3 Folgen)
- 2001: Leap Years (20 Folgen)
- 2003: Will & Grace (eine Folge)
- 2003: Emergency Room – Die Notaufnahme (ER, 5 Folgen)
- 2004: The D.A. (4 Folgen)
- 2004: Boston Legal (eine Folge)
- 2004–2005: Nip/Tuck – Schönheit hat ihren Preis (Nip/Tuck, 16 Folgen)
- 2006: Cold Case – Kein Opfer ist je vergessen (Cold Case, eine Folge)
- 2008: CSI: Den Tätern auf der Spur (CSI: Crime Scene Investigation, eine Folge)
- 2009: Numbers – Die Logik des Verbrechens (NUMB3RS, eine Folge)
- 2009: Castle (eine Folge)
- 2009: Royal Pains (4 folgen)
- 2010: Ghost Whisperer – Stimmen aus dem Jenseits (Ghost Whisperer, eine Folge)
- 2010: Private Practice (eine Folge)
- 2010: The Closer (eine Folge)

## Auszeichnungen
Black Reel Awards
- 2010 Nominiert “Bestes Ensemble” für Küss den Frosch (2009)

ALMA Awards
- 2000 Nominiert “Hervorragende Darsteller in einer Comedy-Serie” für Jesse (1998)
- 1999 Gewinner “Hervorragende Darsteller in einer Comedy-Serie” für Jesse (1998)